# Mike Birch
Michael Mike Clarkson Birch (* 1. November 1931 in Vancouver, Kanada; † 26. Oktober 2022 in Brech, Morbihan, Frankreich) war ein kanadischer Segler und Navigator und Gewinner der ersten Ausgabe der Transatlantikregatta Route du Rhum im Jahr 1978.

## Biographie
Er arbeitete zunächst als Goldsucher, Automechaniker, LKW-Fahrer, Holzfäller, Cowboy und Arbeiter in einem Ölbohrunternehmen. Er entdeckte das Segeln, als er Bootsführer wurde. Er sei von Job zu Job gegangen, weil er nicht jeden Tag das Gleiche machen wollte, hat er später gesagt.
Er begann erst spät im Jahr 1976 und im Alter von 44 Jahren mit dem Segelrennsport, als er an Bord eines kleinen Trimarans Third-Turtle mit weniger als 10 Metern Länge, an der Regatta Single-Handed Transatlantic Race (OSTAR) teilnahm und hinter dem Franzosen Éric Tabarly den zweiten Platz belegte.

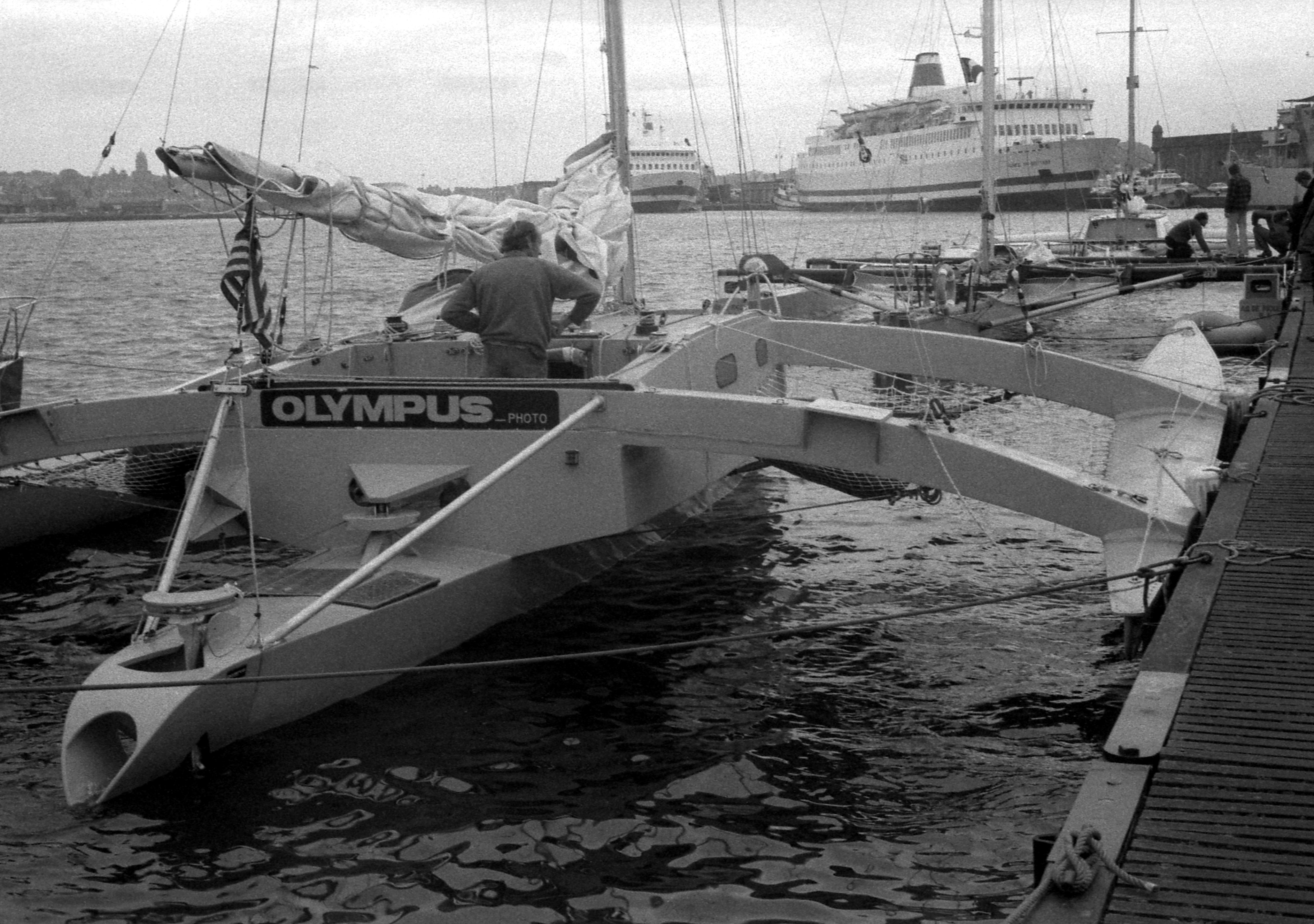
Trimaran Olympus-Foto mit Skipper Mike Birch während der 1. Ausgabe der Route du Rhum, während der letzten Vorbereitungen in Saint-Malo

Zwei Jahre später erlangte er im Jahr 1978 Berühmtheit, als er die erste Ausgabe der Transatlantikregatta „Route du Rhum“ gewann: Mit seinem kleinen 11,48 Meter langen Trimaran Olympus Photo, überholte er am Ende des Rennens die große 21 Meter lange Einrumpfyacht Kriter V von Skipper Michel Malinovsky und gewann das Rennen mit 98 Sekunden Vorsprung. Dieser spektakuläre Sieg markierte das Ende der Siege von Einrumpfbooten und den Beginn der Vorherrschaft der Mehrrumpfboote. Diese waren oftmals die schnelleren Boote, sie waren aber auch oft wegen Materialproblemen weniger zuverlässig, insbesondere zu der damaligen Zeit. Der berühmte Trimaran Manureva, die ehemalige Yacht Pen Duick IV von Eigner Éric Tabarly, mit Alain Colas als Skipper am Ruder startete bei diesem Rennen 1978 und kam nie ins Ziel.
Mike Birch setzte seine lange Karriere im Hochseerennsport, insbesondere bei französischen Rennen fort und nahm bis zu seinem 76. Lebensjahr an der Transatlantikregatta Jacques-Vabre 2007 teil, die er gemeinsam mit Rich Wilson auf der IMOCA 60-Yacht Great American III auf dem 16. Platz beendete.
Mike Birch wird den Atlantik sechzig bis achtzig Mal mit dem Segelboot überquert haben. Er selbst sagte, er habe es nicht gezählt, als er von Journalisten danach gefragt wurde. Nach Berichten von seinem segelnden Landsmann Loïck Peyron war die Art wie Mike Birch an Regatten teilnahm, das genaue Gegenteil von Éric Tabarly: Wenn es für Tabarly nicht richtig lief, dann lag es daran, dass die Berechnungen schlecht waren. Dagegen war Birch der Meister der absoluten Flexibilität: möglichst schnell fahren, ohne zu bremsen.

## Persönliches
Mike Birch war seit Anfang der 1980er Jahre mit einer Französin verheiratet und lebte viele Jahre entweder in der Bretagne oder in Quebec.

## Regattaerfolge
- Single-Handed Transatlantic Race (OSTAR)[3]
  - 1976: 2. Platz mit Third Turtle, ein Trimaran mit 31 Fuß Länge (9,45 m)
  - 1980: 4. Platz
  - 1996: 3. Platz mit der Yacht Biscuits La Trinitaine
- Route du Rhum[3] :
  - 1978: Sieger mit dem Trimaran Olympus Photo in 23 Tagen, 6 Stunden, 59 Minuten und 35 Sekunden
  - 1982: 3. Platz mit Vital in 18 Tagen, 13 Stunden, 44 Minuten und 6 Sekunden
  - 1986: 4. Platz mit TAG-Heuer in 17 Tagen, 9 Stunden, 28 Minuten und 40 Sekunden
  - 1990: 4. Platz mit Fujichrome in 14 Tagen, 21 Stunden und 47 Minuten
  - 1994: Abbruch mit La Trinitaine
  - 1998: 11. Platz mit Éléphant Bleu in 19 Tagen, 2 Stunden, 14 Minuten und 50 Sekunden
  - 2002: 9. Platz mit IMOCA 60 Tir Groupé - Montres Yema in 21 Tagen, 11 Stunden, 31 Minuten und 8 Sekunden
- Transat Lorient-Les Bermudes-Lorient 1979: 3. Platz gemeinsam mit Jean-Marie Vidal, an Bord des Trimarans Télé 7 Jours (16,50 m)[4]
- Regatta Monaco-New-York 1985: Sieger mit dem Katamaran Formule Tag in 21 Tagen 20 Minuten und 56 Sekunden
- Transat Jacques Vabre[3] :
  - 1993: 5. Platz mit der Yacht Biscuits La Trinitaine in 22 Tagen, 19 Stunden, 41 Minuten
  - 2007: 16. Platz gemeinsam mit Rich Wilson auf der Yacht Great American III (IMOCA 60)
- Fico-Weltmeister: 1991 und 1992